# Auguste Poulet-Malassis
Auguste Poulet-Malassis, francoski tiskar in publicist, * 16. marec 1825, Alençon, Francija, † 11. februar 1878, Pariz, Francija.
Bil je prijatelj Charlesa Baudelaira.